# Dariusz Radosz
Dariusz Radosz, né le 13 août 1986 à Toruń, est un rameur polonais.

## Palmarès

### Championnats d'Europe d'aviron
- médaille d'or en huit en 2011 à Plovdiv, (Bulgarie)